# Craquage de l'eau par photocatalyse
Le craquage de l'eau par photocatalyse est l'utilisation de photons suffisamment énergétiques pour craquer les molécules d'eau H2O en les clivant de manière électrochimique afin de produire hydrogène H2 et oxygène O2, selon une réaction chimique qui s'écrit simplement :
2 H2O + 4 hν ⟶ 2 H2 + O2, l'énergie minimale des photons incidents étant E = hν > 1,23 eV.
Une telle réaction a été décrite pour la première fois en 1972 pour des longueurs d'onde inférieures à 190 nm. L'énergie minimale pour cliver une molécule d'eau à 1 atm et 25 °C étant 1,23 eV à pH nul, les photons utilisables ont une longueur d'onde ne pouvant dépasser 1 008 nm, ce qui correspond à l'infrarouge proche. Cette réaction fortement endothermique nécessite de grandes quantités d'énergie. Ce procédé de production d'hydrogène reste expérimental et l'hydrogène produit commercialement est issu principalement du gaz naturel. 
L'intérêt de la photocatalyse, comparée à d'autres techniques de production d'hydrogène par craquage de l'eau telles que l'électrolyse, est sa simplicité théorique requérant un catalyseur, des photons d'au moins 1,23 eV, et d'eau. Par rapport aux systèmes en deux étapes de production d'électricité photovoltaïque suivie d'électrolyse de l'eau, la conversion du rayonnement solaire en hydrogène par photocatalyse permet par exemple d'envisager l'utilisation de photocatalyseurs en suspension dans l'eau pour y produire directement l'hydrogène,. En pratique cependant, la réaction utilise des dopants dans le photocatalyseur, avec des cocatalyseurs pour optimiser les performances du système, et requiert une tension d'électrode supérieure à 1,23 V, généralement dans la plage de 1,6 à 2,4 V, en raison probablement des pertes de conduction et de l'intensité de liaison des réactifs sur les photocatalyseurs. 
L'un des photocatalyseurs les plus connus est le dioxyde de titane TiO2, qui est également le premier à avoir été identifié. Le dioxyde de titane est généralement utilisé avec un cocatalyseur tel que le platine pour améliorer le taux de production d'hydrogène. La plupart des semiconducteurs qui ont une structure de bandes convenant au craquage de l'eau absorbent plutôt les longueurs d'onde dans l'ultraviolet.  Afin qu'ils absorbent les longueurs d'onde du spectre visible, il est nécessaire de réduire la largeur de leur bande interdite. Dans la mesure où leur bande de conduction est assez proche du potentiel de référence pour la formation de l'hydrogène, il est préférable de modifier leur bande de valence pour la rapprocher du potentiel de formation de l'oxygène.
Les photocatalyseurs sont susceptibles de se dégrader et de favoriser la recombinaison des porteurs aux conditions de fonctionnement. La dégradation du catalyseur est un problème avec les photocatalyseurs à sulfure tels que le sulfure de cadmium cdS car le sulfure y est oxydé en soufre aux mêmes potentiels que ceux utilisés pour cliver les molécules d'eau. De tels photocatalyseurs ne sont donc pas viables sans réactif sacrificiel qui compense les pertes en sulfure. La recombinaison des paires électron–trou nécessaire à la photocatalyse peut survenir avec n'importe quel catalyseur et dépend des défauts et de la surface du catalyseur ; il est par conséquent souhaitable d'avoir la meilleure qualité cristalline possible afin d'éviter les recombinaisons dans les défauts.

## Typologie des cellules
Le craquage de l'eau par photocatalyse peut être mis en œuvre à travers plusieurs types de cellules :

### Photoanode de typen
La tension d'électrode est générée par l'excitation d'une paire électron–trou par des photons à travers la bande interdite d'un semi-conducteur de type n. En alignant le niveau de fermi du photocatalyseur avec le quasi-niveau de Fermi (en) de l'électrolyte, il est possible de générer une paire électron–trou. Le trou permet de convertir H2O en O2, mais il peut être nécessaire d'appliquer une tension sur l'anode pour relever l'énergie de Fermi du métal au-dessus du potentiel à partir duquel H+ forme H2.

### Photoanode/photocathode de typep/n
Dans ce type de cellule, un semiconducteur de type p est connecté à un semiconducteur de type n à travers un contact ohmique. Contrairement à ce qu'il se passe dans les cellules à photoanode de type n, la génération de paires électron–trou a lieu à la fois sur la photoanode et sur la photocathode. Les électrons du semiconducteur de type p migrent vers l'interface et permettent de convertir H+ en H2. Les trous migrent vers l'interface avec le semiconducteur de type n, où ils se recombinent avec les électrons. La réaction consomme dans ce cas deux photons pour générer un électron et un trou pour la réaction, mais cette réaction peut utiliser des photons de plus faible énergie, ce qui permet de couvrir les parties de plus grande longueur d'onde du rayonnement solaire reçu au niveau du sol.

### Photocatalyse sur particules en suspension
Le craquage est ici réalisé sur des particules de photocatalyseur en suspension dans l'eau. Ces particules absorbent les photons, séparent les porteurs en générant des paires électron–trou, et catalysent l'électrolyse de l'eau.
En raison des conditions particulièrement corrosivent lors de l'oxydation de l'eau, la plupart des particules utilisées sont formées d'oxydes métalliques associés à des catalyseurs métalliques ou d'oxydes métalliques. C'est par exemple le cas des particules en La/KTaO3 avec catalyseur NiO ou en GaN:ZnO avec catalyseur Cr/RhOx.
Ces systèmes sont potentiellement moins chers que les systèmes photoélectrochimiques traditionnels mais sont encore trop peu efficaces compte tenu de leur taux élevé de recombinaison des porteurs (électrons et trous) avant qu'ils puissent oxyder l'eau. Le rendement énergétique de ces cellules devrait cependant pouvoir être amélioré en développant de nouveaux matériaux semiconducteurs, en utilisant des nanoparticules, et en appliquant des traitements de surface stabilisant l'état excité. L'autre difficulté de ce type de réalisation est que l'oxygène et l'hydrogène sont produits ensemble et sont susceptibles de former un mélange explosif, ce qui pose des problèmes de sécurité.

## Applications
On cherche à produire de très petites piles à hydrogène pour alimenter la microélectronique et divers micro-machines, micro ou nanocapteurs, etc. Le craquage de l'eau motive ainsi des recherches visant à produire plus facilement de l'hydrogène.
Les systèmes utilisant le rayonnement ultraviolet sont connus, mais on essaye de les étendre à la lumière visible (présente en plus grande quantité),,.
Le four solaire d'Odeillo a permis d'étudier le phénomène pour produire de l'hydrogène. Sur la plate-forme de recherche solaire d'Almería (Espagne), un réacteur solaire expérimental de 100 kWth (seconde phase du projet Hydrosol d'oxydoréduction solaire par céramique ferrite) a été mis en service le 31 mars 2008 après quatre ans de recherches menées avec le Centre de recherche aérospatiale allemand (DLR) et l'énergéticien espagnol CIEMAT. De l'eau y est craquée dans un monolithe en céramique de ferrite réfractaire (le réacteur), exposé au rayonnement solaire concentré de manière que l'eau atteigne 1 100 °C. L'eau est vaporisée dans une structure multicanaux en nid d'abeilles à parois minces, dopée par des nanoparticules actives qui, en s'oxydant, piègent l'oxygène et laissent passer l'hydrogène. Ensuite, l'augmentation de la température chasse l'oxygène du nanomatériau et un nouveau cycle peut démarrer. Grâce aux catalyseurs, l'expérience fonctionne à « seulement » 800 à 1 200 °C,,.